# Adolph Frederick Pauli
Adolph Frederick Pauli (* 12. Juni 1893 in Peoria, Illinois; † 9. Februar 1976 in Middletown, Connecticut) war ein US-amerikanischer Klassischer Philologe.

## Leben und Werk
Adolph Frederick Pauli besuchte die Averyville High School und studierte anschließend ab 1912 an der University of Illinois Liberal Arts and Science. Unter dem Einfluss von William Abbott Oldfather spezialisierte er sich früh auf Klassische Philologie. Er war Mitglied der Studentenverbindungen Phi Beta Kappa und Kappa Delta Pi. Nach dem Bachelor- und Master-Abschluss (1916 und 1917) arbeitete er als Hilfsbibliothekar im Bereich Altertumswissenschaft. Seine akademische Laufbahn führte ihn über zahlreiche Stationen: Er begann 1920 als Fellow in Classics an der University of Illinois. 1921 ging er als Instructor in Greek and Latin an die University of Michigan, 1922 als Instructor in Latin an das Dartmouth College, wo er 1926 zum Assistant Professor ernannt wurde. 1928 wechselte er an die Lehigh University.
1929 ging Pauli als Assistant Professor an die Wesleyan University in Middletown, Connecticut, wo er bis an sein Lebensende wirkte. Er wurde 1954 zum Associate Professor in Classics ernannt, 1960 zum Professor in Classics. 1961 wurde er emeritiert.
Pauli trat nur mit wenigen Publikationen hervor. Seine umfangreichsten Arbeiten waren Qualifikationsarbeiten des Studiums, die wenig Verbreitung fanden. Sie zeugen aber von seiner hervorragenden Beherrschung des Griechischen und Lateinischen. Später verfasste er Literaturberichte und Aufsätze für die Zeitschrift Classical Weekly und einige Artikel für die Realencyclopädie der classischen Altertumswissenschaft.
Pauli war Mitglied der American Philological Association, der Classical Association of the Middle West and South und der Classical Association of New England.

## Schriften (Auswahl)
- Certain Characteristic Features of the Roman Profile. Urbana-Champaign 1916
- Mediaeval Latin Versions of Avianus: With a Diplomatic Text of One Type. Urbana-Champaign 1917
- Studies in the Vocabulary of Ancient Greek Ceramics: Keramos and Its Derivatives. Urbana-Champaign 1921